# Labalme
Labalme ist eine französische Gemeinde mit 207 Einwohnern (Stand 1. Januar 2022) im Département Ain in der Region Auvergne-Rhône-Alpes. Sie gehört zum Kanton Pont-d’Ain im Arrondissement Nantua.

## Geographie
Labalme liegt auf 586 m im Bugey im südlichen französischen Jura-Gebirge, etwa 23 Kilometer südöstlich der Präfektur Bourg-en-Bresse und 53 Kilometer westsüdwestlich der Stadt Genf (Luftlinie). Die Fläche des 8,80 km² großen Gemeindegebiets umfasst einen Teil eines Höhenzuges (Antiklinale) zwischen dem Tal des Flusses Ain und dem Synklinaltal der Flüsse Oignin und Borrey. Der Höhenzug hat selbst eine ausgeprägte Reliefstruktur. An der südwestlichen Gemeindegrenze beginnt die Abbruchkante in die etwa 300 m eingetiefte Schlucht von Cerdon, eine typische Reculée-Formation im Juragebirge. Im Osten begrenzen die durch den Pass Col du Sappel entzweigeteilten Höhenzüge der Montagne d’Oisselaz und Chaîne de l’Avocat die Gemeinde. Besonders die Chaîne de l’Avocat ragt steil auf, so dass die Gemeinde dort ihren höchsten Punkt erreicht. Bedingt durch den porösen kalkhaltigen Untergrund versickert das Niederschlagswasser schnell und es gibt keine oberirdischen Fließgewässer.
Außer der Ortschaft Labalme gibt es in der Gemeinde keine weiteren Weiler oder Gehöfte. Nachbargemeinden von Labalme sind Ceignes und Maillat im Norden, Vieu-d’Izenave im Osten, Cerdon im Süden und Westen sowie Saint-Alban im Westen.

## Geschichte
Bei Ausgrabungen in den nahegelegenen Höhlen von Cerdon traten 1914 Werkzeuge und Knochen aus der Jungsteinzeit (Jungpaläolithikum) zu Tage. Auf dem Gemeindeboden wurden außerdem Grabbeigaben aus der Hallstattzeit gefunden. Die Herkunft des Ortsnamens aus dem Keltischen, wo balma Höhle bedeutet, weist zusätzlich auf die damalige Bedeutung der nahegelegenen Höhlen hin.
Im Mittelalter bildete Labalme eine eigene kleine Herrschaft, die den Herren von Thoire-Villars unterstand. Diese durch ein festes Haus geschützte Herrschaft gehörte von etwa 1100 bis 1536 einer Familie de la Balme, und der Ort wurde 1164 erstmals urkundlich erwähnt. Der Pass Col du Sappel war mit einem weiteren festen Haus gesichert, so dass die Gemeinde häufig als La Balme-Sap(p)el beurkundet ist. Gegen Ende des 14. Jahrhunderts kam die Gemeinde unter die Oberhoheit der Grafen von Savoyen, und mit dem Vertrag von Lyon gelangte sie 1601 an Frankreich.

## Bevölkerung
| Jahr                       | 1962 | 1968 | 1975 | 1982 | 1990 | 1999 | 2011 | 2021 |
| Einwohner                  | 118  | 140  | 117  | 104  | 120  | 135  | 204  | 210  |
| Quellen: Cassini und INSEE |      |      |      |      |      |      |      |      |

Mit 207 Einwohnern (Stand 1. Januar 2022) gehört Labalme zu den kleinen Gemeinden des Départements Ain. Nachdem die Einwohnerzahl in der ersten Hälfte des 20. Jahrhunderts etwas abgenommen hatte (1901 wurden noch 248 Personen gezählt), steigt sie seit der Jahrtausendwende wieder an. Die Ortsbewohner von Labalme heißen auf Französisch Balméran(e)s.

## Sehenswürdigkeiten
In der Abbruchkante zur Schlucht von Cerdon und unter dem Gemeindeboden von Labalme befinden sich die Grottes du Cerdon, ein System aus mehreren zum Teil zu Besuchszwecken verbundenen Höhlen, die im Sommerhalbjahr besichtigt werden können. Die im quartären Eiszeitalter durch unterirdische Flüsse geschaffenen und dann trocken gefallenen Höhlen waren über lange Zeit von Menschen bewohnt, wie große Mengen Asche- und Knochenreste bezeugen. Zwischen 1933 und 1959 wurde die große, durchgängig kühle Kaverne zur Reifung von Käse benutzt. Zu Beginn der 1980er Jahre wurde ein großer Teil des Höhlensystems für Besucher zugänglich gemacht. Inzwischen zählen die Höhlen mit 25.000 Besuchern im Jahr (Stand 2010) zu den zehn beliebtesten Sehenswürdigkeiten im Département Ain.
Die gotische Kirche Saint-Amand in Labalme stammt aus dem 15. Jahrhundert.

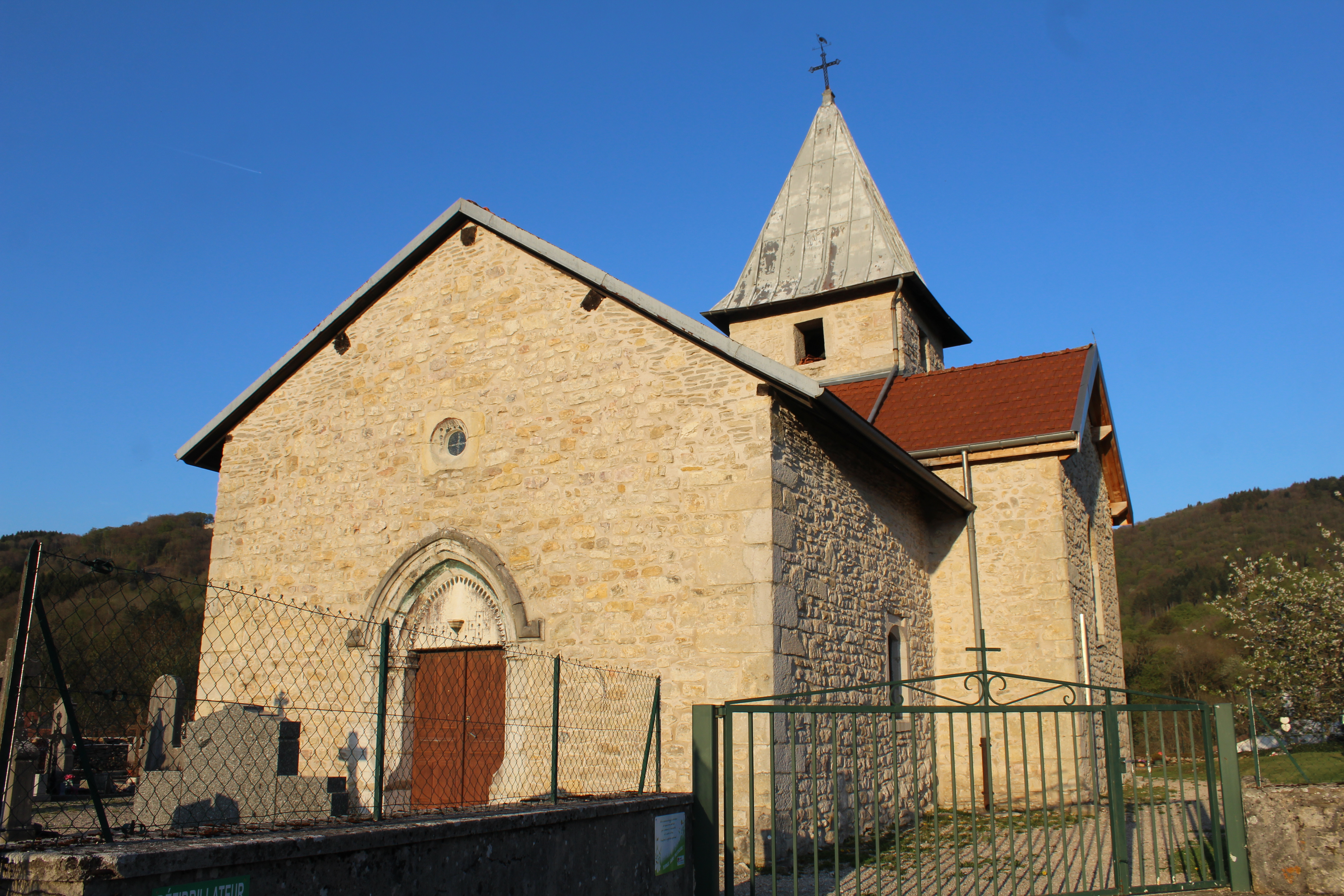
Kirche Saint-Amand
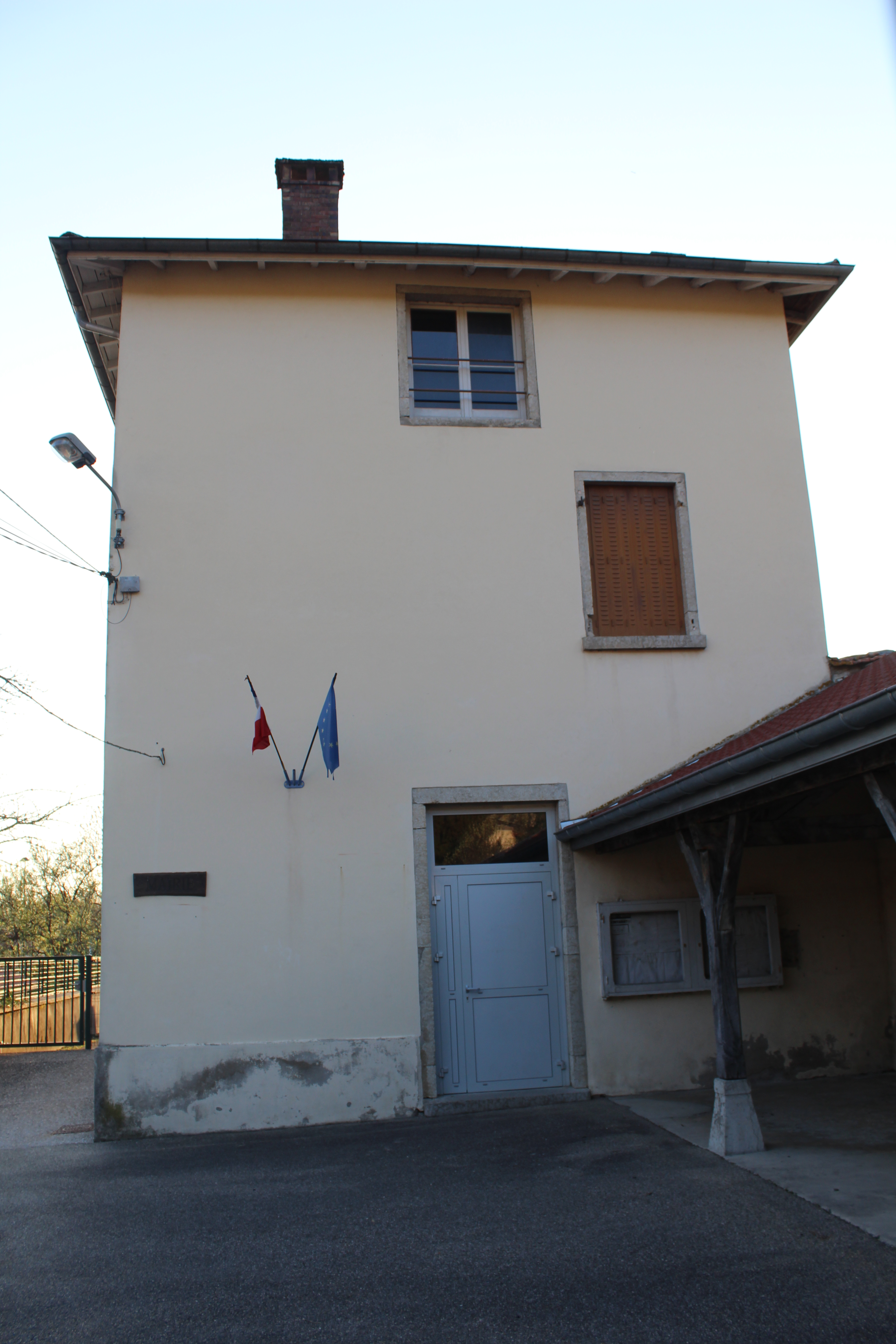
Rathaus (mairie)
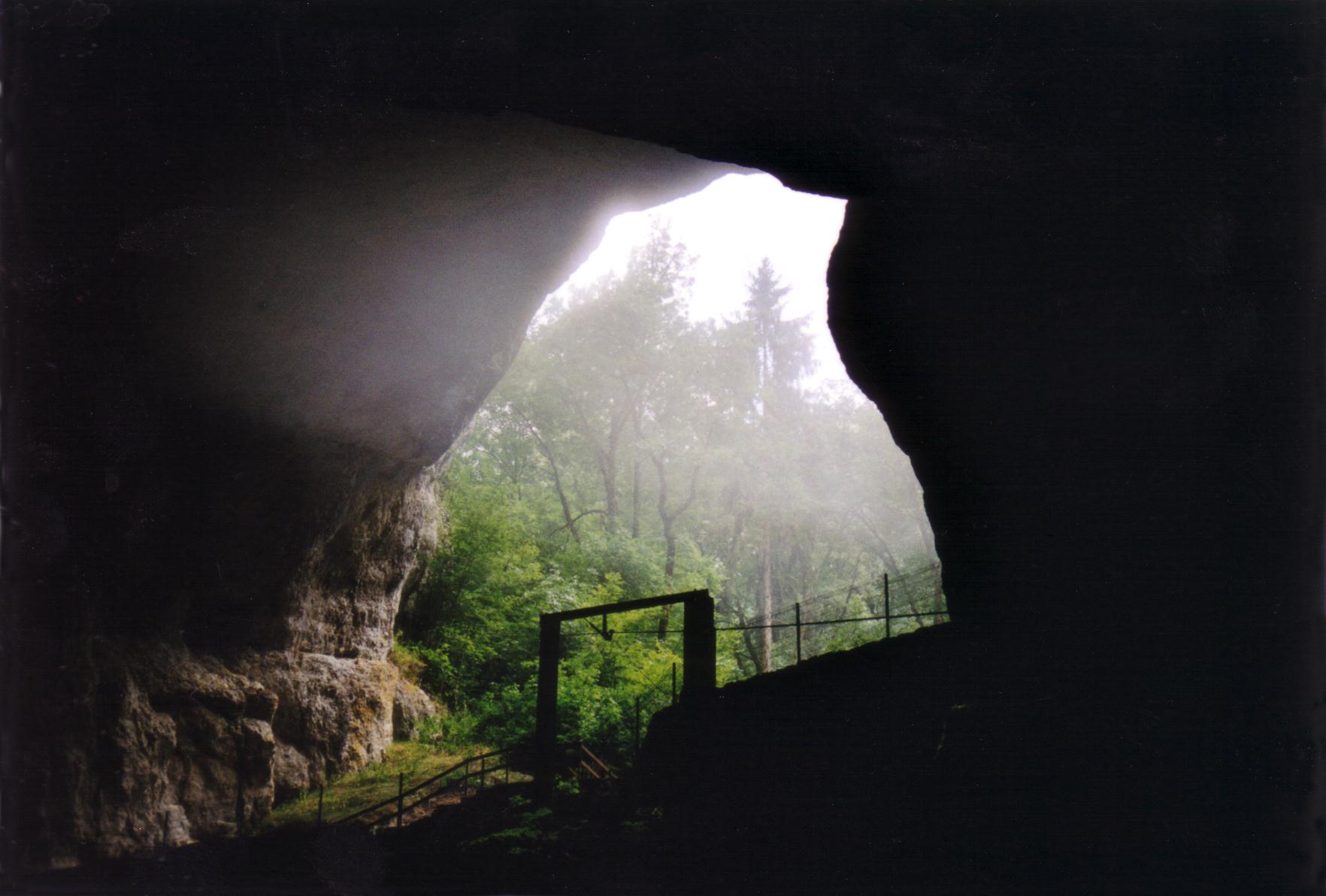
Ausgang einer der Höhlen von Cerdon
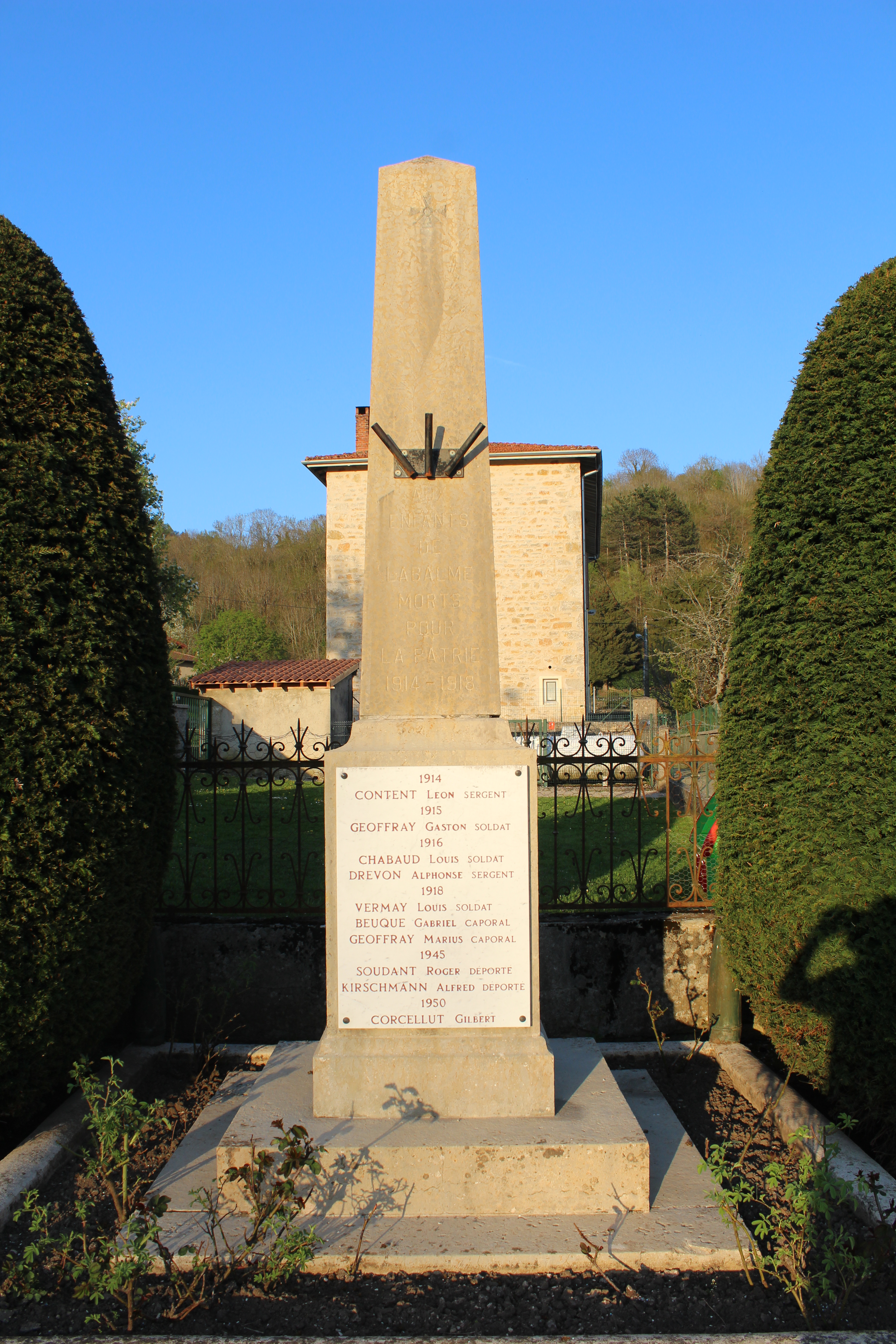
Gefallenendenkmal

## Wirtschaft und Infrastruktur
Labalme war bis weit ins 20. Jahrhundert hinein ein durch die Landwirtschaft geprägtes Dorf. Heute sind keine landwirtschaftlichen Betriebe mehr direkt im Ort ansässig, und das Dorf hat sich zu einer Wohngemeinde gewandelt, deren Erwerbstätige in den größeren Ortschaften der Umgebung arbeiten.
Die Departementsstraße D1084 durchquert den Ort. Sie verbindet Nantua mit Pont-d’Ain und ist auch Teil der Landstraßenverbindung zwischen Lyon und der Westschweiz. Die Autobahn A40 verläuft nördlich der Gemeindegrenze, der nächste Anschluss befindet sich neun Kilometer entfernt in Saint-Martin-du-Frêne.
In Labalme befindet sich eine staatliche Grundschule (école élémentaire).